# Ambasada RP w Lizbonie
Ambasada Rzeczypospolitej Polskiej w Lizbonie (port. Embaixada da República da Polónia em Lisboa) – polska misja dyplomatyczna w stolicy Portugalii.

## Skład placówki
W skład placówki wchodzą:
- Wydział Polityczno-Ekonomiczny
- Referat ds. Konsularnych i Polonii
- Referat ds. Administracyjno-Finansowych

W budynku ambasady znajduje się także Biblioteka im. Marii Danilewicz Zielińskiej i Adama Zielińskiego, zawierająca ok. 3000 książek w języku polskim.

## Posłowie i ambasadorowie
- Przedstawiciele dyplomatyczni Polski w Portugalii